# Kanal Kannaadi
Kanal Kannaadi là một bộ phim tiếng Malayalam của Ấn Độ năm 2008 của đạo diễn AK Jayan Poduval. Chỉ đạo nghệ thuật là Balakrishnan Kaithapram.

## Diễn viên
- Indrajith
- Karthika
- Jagathy Sreekumar
- Thilakan
- C. K. Sabu
- Hariraj
- Salaluddin
- Bheeman Raghu
- Geetha Salam |
- Manya
- Santhakumari
- VP Ramachandran
- Vijayaraghavan
- Shelly